# Чотири пори року (фільм)
«Чотири пори року» — радянський художній фільм 1976 року, знятий режисером Хаджи Ахмаром на кіностудії «Узбекфільм».

## Сюжет
Поет Хабіб пише поему про узбецький степ. Але його творчості заважають конфлікти на роботі та вдома.

## У ролях
- Ісамат Ергашев — Хабіб
- Гульчехра Джамілова — Назіма
- Едуард Марцевич — Овчаренко
- Закір Мухамеджанов — дідусь
- Шаріф Кабулов — роль другого плану
- Машраб Юнусов — дід Бахрам
- Вахаб Абдуллаєв — дід Карабай
- Іскандер Ахмар — Акбар
- Абдужаліл Бурібаєв — молодий інженер
- Гульсара Ісмаїлова — спритна комсомолка
- Сіявуш Аслан — роль другого плану
- Марат Аріпов — роль другого плану
- Роза Ісмаїлова — роль другого плану
- Анвар Кенджаєв — роль другого плану
- С. Адилов — роль другого плану
- Мухаббат Юлдашева — роль другого плану
- Світлана Муратходжаєва — роль другого плану
- Сайфі Алімов — роль другого плану
- Вахід Кадиров — роль другого плану
- Яхйо Файзуллаєв — роль другого плану
- У. Мухібов — роль другого плану
- Т. Мірджалалов — роль другого плану
- Заміра Хідоятова — роль другого плану
- Абдулхай Шермухамедов — роль другого плану
- Фаріда Ходжаєва — вихователька
- Рустам Тураєв — роль другого плану
- Леонід Лебедєв — роль другого плану
- Рашид Садиков — роль другого плану
- Айбарчин Бакірова — роль другого плану
- Мукамбар Рахімова — роль другого плану

## Знімальна група
- Режисер — Хаджи Ахмар
- Сценарист — Хаджи Ахмар
- Оператор — Хатам Файзієв
- Композитор — Ігор Єфремов
- Художник — Наріман Рахімбаєв